# Cristo morto adorato da san Domenico di Guzman
Il Cristo morto adorato da san Domenico di Guzman è un dipinto ad olio su tela eseguito nel 1623 dal pittore  lombardo Daniele Crespi per la chiesa di San Protaso ad Monachos di Milano, dove rimase fino al 1930, quando l'edificio fu distrutto da un incendio. Il dipinto, insieme ad altre tele superstiti, fu acquistata dalla prepositura della basilica di San Giovanni Battista di Busto Arsizio, dove ancora oggi è esposto.

## Descrizione
La tela raffigura Cristo morto steso supino su una superficie coperta da un telo bianco, mentre ai suoi piedi, inginocchiato, è raffigurato Domenico di Guzmán in adorazione.
Nel 1717 Vincenzo Piccolini realizzò una stampa di 32×19,4 cm raffigurante il dipinto di Daniele Crespi, oggi conservata presso l'Accademia Carrara di Bergamo.